# XXL TV
Pour les articles homonymes, voir XXL.
XXL TV, initialement XXL, est une chaîne de télévision française lancée en 1996 par le groupe AB puis devenue néerlandaise en 2013, faisant partie du groupe hollandais Thematic Netherlands BV.
Cette chaîne diffuse ses programmes toutes les nuits de 22 h 30 à 5 h du matin.

## Histoire de la chaîne
Créée en mars 1996 à destination « de l'homme moderne », elle était diffusée à l'origine exclusivement sur AB Sat, diffusait en journée (de 6 h à 22 h) des sports extrêmes et fut la première chaîne française, hors paiement à la séance, à diffuser de la pornographie tous les soirs, puis a été amputée très rapidement de sa diffusion en journée pour partager le canal 5 d'AB Sat avec AB Moteurs puis en 2004 avec Zik'. Très vite elle est devenue disponible moyennant un abonnement sur l'ensemble des réseaux des câblo-opérateurs (en Suisse avec Naxoo) et sur tous les bouquets numériques de télédiffusion : TPS, BIS Télévisions, Orange, TéléSAT et Canal+.
XXL démarre sa programmation à 22 heures 30 à partir de 1999 avec soit un film érotique, soit des talk-shows ou magazines parfois animés par d'anciennes actrices de films pornographiques (interdit aux moins de 16 ans). À partir de minuit elle diffuse deux films pornographiques (interdits aux moins de 18 ans) dont le deuxième est une rediffusion de la semaine précédente. Elle diffuse un film gay tous les mardis à minuit. Et un film amateur tous les mercredis à minuit. De 3 h 05 à 5 h du matin la chaîne diffuse une émission de télévision érotique (interdite aux moins de 16 ans). Sa programmation s'achève à 5 h du matin.
Lors du débat de 2002 sur la protection des mineurs vis-à-vis des images à caractère pornographique, la chaîne est fortement critiquée car la moitié des films pornographiques diffusés à la télévision française hors paiement à la séance le seraient sur cette chaîne. Depuis, l'ensemble des films pornographiques diffusés en France le sont en double cryptage. À cette occasion, plusieurs estimations sont rendues publiques selon lesquelles XXL compterait environ un million d'abonnés.
Le 24 décembre 2013 XXL chaîne du groupe AB est vendu à Thematic Netherlands BV, une association réunissant notamment un cadre du groupe AB et le groupe Marc Dorcel (actionnaire minoritaire). Marc Dorcel se voit confier la gestion éditoriale de la chaîne et de ses services de V.O.D.
En 2024, XXL devient XXL TV.

## Identité visuelle

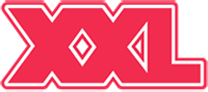
Logo de XXL de 2002 à 2024
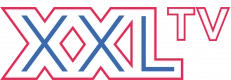
Logo de XXL TV depuis 2024

## Dirigeants
Président : 
- Jean-Michel Fava
- Marc Dorcel

Vice-président : 
- Claude Berda

Directeur des programmes :
- Richard Maroko

Directeur marketing et business developpement :
- Gregg Bywalski